# بخش رامجین
بخش رامجین یکی از بخش‌های شهرستان چهارباغ در استان البرز ایران است.

## تقسیمات کشوری
- بخش رامجین
  - دهستان رامجین
  - دهستان اغلان تپه

## جمعیت
بنابر سرشماری مرکز آمار ایران، جمعیت بخش رامجین در سال ۱۳۹۵ برابر با ۲۱،۵۷۱ نفر بوده است.